# Netting (finance)
En finance, le netting est un système de centralisation des soldes de trésorerie de plusieurs filiales d'une même entreprise par exemple qui vise à compenser les dettes et les créances de celles-ci.